# Kay Rufai
Kay Adekunle Rufai (* ?, Poplar, Londýn) je britsko-nigerijský fotograf, básník, filmař, výzkumník v oblasti duševního zdraví, dramatik a umělec. Rufai se narodil v Poplaru v Londýně, ale vyrostl v Nigérii a Kalifornii. Rufai pracoval v řadě zemí, včetně Spojeného království, USA, Etiopie, Bhútánu, Německa, Skandinávie, Mexika, Nigérie a Kolumbie. Cílem umělce je zapojit různorodé publikum ke zvýšení povědomí o duševním zdraví, mužnosti a soudržnosti komunity. Jeho fotografická kariéra začala v roce 2013.

## Projekty

### S.M.I.L.E-ing Boys
Projekt S.M.I.L.E-ing Boys vznikl jako přímá reakce na nárůst pobodání mladých lidí v Londýně v letech 2017–2018, což vedlo k řadě vládních přístupů týkajících se zvýšené kriminalizace mládeže a přítomnosti policie v menšinových komunitách. Kay se tím inspiroval, aby prozkoumal ustanovení o duševním zdraví pro černošskou mládež. Chtěl také veřejnosti připomenout, že jde o mladé chlapce, i když se s nimi často zachází jako s muži. Rufaiův projekt zahrnoval cesty do Skandinávie a Bhútánu, aby prozkoumal, proč jsou tyto země zařazeny v posledních deseti letech mezi 10 nejšťastnějších zemí světa. Faktory, které Rufai odhalil, byly použity k navrhování 6měsíčních uměleckých projektů zaměřených na fotografii, poezii a diskuse s 30 chlapci BAME ve věku 13 až 25 let z Lambeth. Tento projekt také produkoval kriticky uznávané básnické album, Boy And A Bike (Miseducation Of Black Youth).
V roce 2018 obdržel Rufai od charitativní nadace Wellcome Trust 32 000 liber, aby mohl odcestovat do Skandinávie a rozvíjet řadu workshopů o osmi pilířích štěstí. Poté bylo přijato asi 30 chlapců ze tří škol (nyní sedm škol) v Londýně poté, co je jejich učitelé označili za nejméně angažované. Během osmi týdnů dostali chlapci fotoaparáty, aby mohli fotografovat aspekty jejich života, které pracovaly pro nebo proti jejich úrovni štěstí. Po této dokumentaci pak chlapci společně diskutovali o fotografiích a hovořili o aspektech, které mají pod kontrolou, oproti těm, které neovládají. Rufai chtěl pro tyto chlapce vytvořit bezpečný prostor, aby mohli diskutovat o problémech, o kterých se obecně nemluví.
Výsledky tohoto projektu byly prezentovány na řadě výstav. V roce 2019 autora financovala nevládní organizace Arts Council, aby během festivalu Occupy zajistil výstavu S.M.I.L.E-ing Boys a workshopy v The Battersea Arts Center. Tato výstava dokumentovala příběhy chlapců prostřednictvím poezie, fotografie a tvůrčího psaní. Na podzim roku 2019 vystavoval Kay Rufai na radnici v Londýně 16 velkoplošných barevných fotografií dospívajících chlapců. Všech 16 snímků ukazuje každého jednotlivého chlapce s úsměvem ve stavu čistého štěstí a relaxace. Na další výstavě se Kay Rufai spojil s Brixton Village a nechal tyto fotografie vystavit v Marker Row po dobu 12 týdnů, počínaje 12. březnem 2020. Tato instalace zobrazovala 25 portrétů visících nad ulicí, aby je všichni návštěvníci viděli, když procházejí kolem. Kay mohl toto místo využít jako místo pro venkovní výstavu kvůli podmínkám lockdownu v důsledku koronaviru. Brixton Village uvedl, že v průběhu roku bude projekt S.M.I.L.E-ing Boys hostit řadu akcí. Rufai se také vrátil do tří škol, ze kterých chlapci pocházeli, aby vystavil fotografie pro zaměstnance a studenty.

### S.M.I.L.E
Projekt S.M.I.L.E je pokračující projekt financovaný společností Wellcome Trust využívající fotografie, poezii a multimédia k zobrazení úsměvů různých lidí v Evropě. S.M.I.L.E znamená Send Me Inspiring Loving Energy. Rufai chce ukázat lidi z různých náboženství, ras, etnik, pohlaví a socioekonomického postavení. Snaží se zpochybnit stereotypy, kterým čelí různí lidé každý den ve společnosti, a představy spojené s různými skupinami. Rufaiovy fotografie zachycují důvody lidí k úsměvu a to, co by je přimělo ještě k většímu úsměvu. Projekt se také zaměřuje na zkoumání účinků úsměvu na duševní zdraví a celkovou pohodu lidí. Součástí těchto fotografií je video s rozhovorem na toto téma. Kay jim pokládal dvě otázky: Co tě rozesměje? A co si myslíš, že by ses víc usmíval, kdybys měl sílu to uskutečnit? Projekt S.M.I.L.E-ing Boys je rozšířením tohoto projektu.

### T.R.I.B.E
T.R.I.B.E je zkratka pro Testing Realities Invarially Binding Everyone. Tento projekt využívá fotografii a poezii k zobrazení snímků zřídka fotografovaných kmenů ze vzdálených oblastí jižní Etiopie. Kromě fotografií tento projekt obsahuje také básně a videa. Cílem projektu je odhalit společné rysy napříč lidskou rasou a zpochybnit stereotypy vnucované různým skupinám. Výsledky jsou shrnuty také do knihy. V rozhovoru pro Arise News Rufai zmiňuje, jak hybnou silou tohoto projektu je to, že chce inspirovat ostatní, kteří možná nemají příležitost cestovat a poznávat jiné kultury.
Zahajovací večer tohoto projektu hostil asi 80-100 lidí a představoval živé drama a umělecké rekonstrukce kmenů. Výstava k tomuto projektu byla v Galerii Espacio v Bethnal Green od 15. do 20. března 2016.

### S.T.R.E.N.G.T.H
Následující cyklus S.T.R.E.N.G.T.H znamená Showing True Resilience Empowering New Generations To Hope. Tento projekt bude zkoumat živobytí lidí Egun z Makoko v Lagosu. Domovům těchto lidí neustále hrozí demolice a přesídlení kvůli migraci z Cotonou do Lagosu za dalšími ekonomickými vyhlídkami. Tento projekt bude také studovat komunity bezdomovců ve Skid Row v Kalifornii a objasní jejich odolnost a sílu, navzdory jejich náročným životním podmínkám.

## Úspěchy
Kay se dostal do užšího výběru Sněmovny parlamentu, aby zorganizoval uměleckou rezidenci pro připomenutí a oslavu zákona o rasových vztazích v Británii. Byl také financován Britskou radou, aby poskytl měsíční pobyt v San Diegu v Kalifornii s využitím fotografie jako způsobu, jak prozkoumat soudržnost komunity a kulturní povědomí. Měl se zaměřit na mladé lidi v gangech a věznicích pro mladistvé a také na uprchlické komunity na hranicích Tijuany s Mexikem. Rufaiův oceněný projekt SMILE-ing Boys byl uveden v Guardian, The Voice, BBC a místním tisku.